# Frana (film 1928)
Frana (Avalanche) è un film muto del 1928 diretto da Otto Brower.

## Trama
Jack Dunton, un giocatore professionista, è sempre stato onesto nella sua professione. Quando scopre che Verde, il suo pupillo, vuole studiare ingegneria, comincia a imbrogliare, barando alle carte, pur di trovare il denaro per far proseguire gli studi al ragazzo.
Il giovane, dopo tre anni, ritorna ma, ben presto, si fa irretire dalla vita di città, lasciandosi pian piano corrompere. Jack, per salvare l'integrità del ragazzo, decide di portarlo via e per andarsene, rompe con Grace, la sua amante. Lei, per vendicarsi dell'abbandono, seduce il giovane Verde e i due vecchi amici vengono alle mani. Verde fugge con Grace, inseguito da Jack che giunge in tempo per salvarli da una valanga. L'incidente porta tutti alla ragione, dando un nuovo senso alla loro vita: Verde ritorna da Kitty, la figlia di un commerciante, mentre Grace e Jack riannodano il loro rapporto.

## Produzione
Il film fu prodotto dalla Paramount Famous Lasky Corporation.

## Distribuzione
Distribuito dalla Paramount Pictures, il film uscì nelle sale cinematografiche USA il 10 novembre 1928. In Irlanda, fu presentato il 6 settembre 1929, in Spagna (a Bilbao) con il titolo Avalancha, il 3 marzo 1930 e in Portogallo il 9 giugno 1930, conservando il titolo originale di Avalanche. L'anno seguente, fu distribuito in maggio anche in Italia e ne venne fatta una nuova distribuzione in Spagna, dove venne proiettato a Madrid il 23 novembre 1931.